# Osiecznica (Lubusz)
Pour les articles homonymes, voir Osiecznica.
Osiecznica (prononciation : [ɔɕet͡ʂˈnit͡sa]) est un village polonais de la gmina de Krosno Odrzańskie dans le powiat de Krosno Odrzańskie de la voïvodie de Lubusz dans l'ouest de la Pologne.
Il se situe à environ 6 km au nord-ouest de Krosno Odrzańskie (siège de la gmina et du powiat) et 36 km au nord-ouest de Zielona Góra (siège de la diétine régionale).

## Histoire
De 1816 à 1945, Güntersberg fait partie de l'arrondissement de Crossen-sur-l'Oder dans le district de Francfort au sein de la province de Brandebourg.
De 1975 à 1998, le village appartenait administrativement à la voïvodie de Zielona Góra.

Depuis 1999, il appartient administrativement à la voïvodie de Lubusz